# Konrad Stäheli
Konrad Stäheli (Egnach, 17 de diciembre de 1866 - San Galo, 5 de noviembre de 1931) fue un tirador deportivo suizo que compitió a finales del siglo XIX y principios del siglo XX y participó en los Juegos Olímpicos de verano de 1900 y los Juegos Intercalados de 1906. Stäheli ganó 44 medallas en los eventos individuales (69 medallas contando el equipo de eventos) en el Campeonato Mundial de Tiro.
Ganó tres medallas de oro y una medalla de bronce en las pruebas de tiro en los Juegos Olímpicos de París 1900, por lo que es uno de los atletas más condecorados de estos juegos, con el atleta estadounidense Alvin Kraenzlein. El tirador suizo también ganó dos medallas de oro, dos medallas de plata y una medalla de bronce en los Juegos Olímpicos intercalados de 1906 en Atenas, siendo no reconocida por el Comité Olímpico Internacional. 